# Прудки (Зарайский район)
Прудки — деревня в Зарайском районе Московской области, в составе муниципального образования сельское поселение Гололобовское (до 28 февраля 2005 года входила в состав Гололобовского сельского округа).

## География
Прудки расположены на севере района, в 11 км на север от Зарайска, у границы с Луховицким районом, у истока реки Меча, левого притока реки Вожи, высота центра деревни над уровнем моря — 155 м.

## Население
| 2002 | 2006 | 2010 |
| ---- | ---- | ---- |
| 10   | ↘5   | ↗7   |

## История

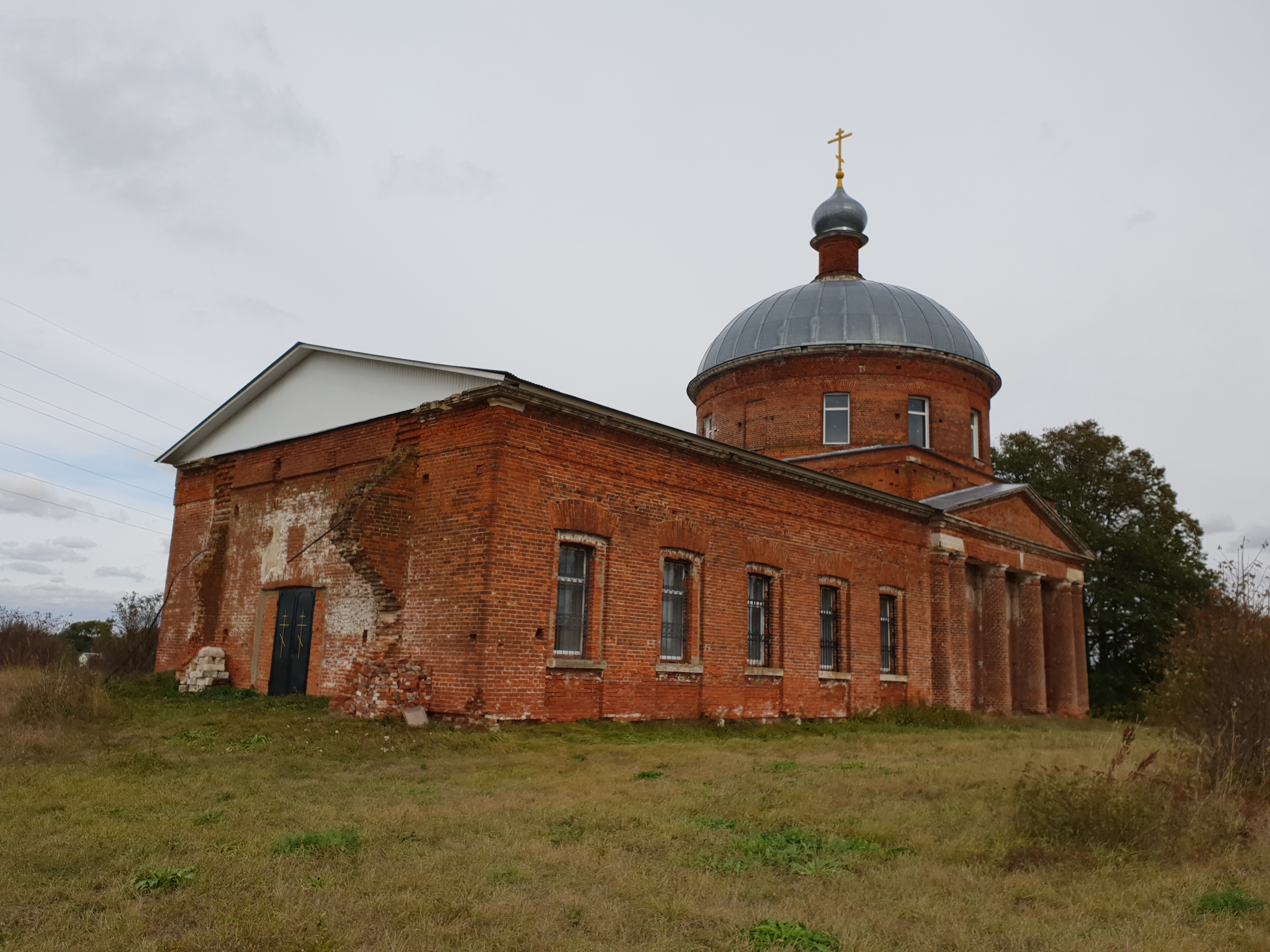
Церковь Рождества Пресвятой Богородицы, Прудки

Прудки впервые в исторических документах упоминается в 1594 году. В 1790 году в селе числилось 14 дворов и 108 жителей, в 1884 году — 49 дворов и 319 жителей, в 1906 году — 52 двора и 389 жителей. В 1929 году был образован колхоз «Свобода»,, с 1950 года в составе колхоза «Большевик», с 1960 года — совхоз «Большевик».
Деревянная церковь Рождества Богородицы в Прудках известна с 1676 года, возобновлялась в 1774 году и в 1818 году. В 1849 году полковником П. И. Полибиным была возведена каменная церковь в стиле ампир, с Казанским и Петропавловским приделами. В 1930-х годах была закрыта, вновь действует с 1999 года, памятник архитектуры регионального значения.